# Bibio chelostylus
Bibio chelostylus är en tvåvingeart som beskrevs av Fitzgerald 1997. Bibio chelostylus ingår i släktet Bibio och familjen hårmyggor. Inga underarter finns listade i Catalogue of Life.